# علی بن فرامرز
علی بن فرامرز، امیر آل کاکویه بود که بر یزد و ابرکوه حکم می‌راند. او فرزند فرامرز بود.

## زندگی‌نامه
در ۱۰۷۶/۱۰۷۷، علی با یکی از دختران چغری بیگ به نام خدیجه ارسلان‌خاتون که بیوه خلیفه عباسی القائم (۱۰۷۵–۱۰۳۱) بود ازدواج کرد. علی خراجگزار و وفادار به دولت سلجوقی بود و بیشتر دوران سلطنت خود را در دربار سلجوقیان و در نزد ملکشاه یکم در اصفهان گذراند. او حامی معزی شاعر فارسی گوی بود که اشعاری نیز در ستایش علی بن فرامرز سروده‌است. 
پس از درگذشت ملکشاه یکم در سال ۱۰۹۲، علی از تتش برادر ملکشاه یکن پشتیبانی کرد که بر قسمت غربی امپراتوری سلجوقی تسلط داشت، و او را از برکیارق برای رسیدن به تاج و تخت مستحق تر می‌دانست. اما تتش و علی بن فرامرز در نبردی که در نزدیکی ری در سال ۱۰۹۵ رخ داد، از برکیارق شکست خوردند و کشته شدند.  گرشاسپ دوم پسر علی جانشین پدرش شد.